# Дело «Исаева, Юсупова и Базаева против России»
Дело «Исаева, Юсупова и Базаева против России» — судебный процесс, инициированный жалобой Медки Чучуевны Исаевой, Зины Абдулаевны Юсуповой и Либкан Базаевой против Российской Федерации, поданной ими в Европейский суд по правам человека (ЕСПЧ) 25, 26 и 27 апреля 2000 года соответственно. Российские власти обещали 29 октября 1999 года открыть гуманитарный коридор для выезда из Чечни в Ингушетию. По этой причине сотни машин с беженцами скопились на границе с Ингушетией возле контрольно-пропускного пункта «Кавказ-1». Но в этот день коридор так и не был открыт. Колонна машин с беженцами стала возвращаться в Грозный. У села Шаами-Юрт колонна подверглась бомбёжке российской авиацией. Погибли десятки людей. В ходе бомбёжки Исаева получила ранение, а двое её детей и невестка погибли, Юсупова была тяжело ранена, а Базаева лишилась принадлежавшего её семье имущества.

## Бомбёжка

### Показания Руслана Исаева
Председатель Чеченского комитета Красного Креста и Красного Полумесяца Руслан Исаев 29 октября в составе колонны выехал к КПП «Кавказ-1», поскольку Красный Крест не мог продолжать свою работу в Грозном из обстрелов федеральных сил. Решение эвакуироваться из Грозного в этот день объяснялось тем, что все официальные СМИ сообщали об открытии гуманитарного коридора. Исаев ехал во главе колонны машин Красного Креста. Он увидел воронки от обстрелов вдоль дороги, поэтому лично проследил за тем, чтобы на крышах машин организации были установлены флаги с красным крестом.
У блокпоста образовалась очередь из автомобилей длиной несколько километров. Российский генерал сообщил, что КПП откроется только через пять дней. Он также обещал, что возвращающихся не будут бомбить.
Исаев двигался во главе колонны своей организации на машине «Жигули». Люди, увидев символику Красного Креста, пристраивались к колонне. Они также вывесили на своих машинах белые флаги.
Вблизи от Шаами-Юрта Исаев увидел, что два самолёта произвели пуск ракет. Приблизившись к месту попадания ракет, он увидел два опрокинутых грузовика, горящие из-за прямого попадания ракеты «Жигули» и окровавленную женщину, пытающуюся вытащить из машины обезглавленный труп мужчины. Исаев остановил машину, чтобы помочь женщине, но в этот момент самолёты начали заходить на новую атаку. Он снова поехал к селу. Примерно через сто метров из-за нового взрыва рассыпалось заднее стекло машины и пробило колесо. Исаев доехал до села, высадил пассажиров, которых он подобрал по дороге, заменил колесо и вернулся к коллегам. Он увидел, что кабина одного из грузовиков «Мерседес» Красного Креста уничтожена, а тела двух водителей разорваны на части. Ещё один сотрудник организации был ранен в спину. В стороне стоял автобус ПАЗ, в который угодила ракета, убив 12 пассажиров.
Исаев распорядился разгрузить уцелевшие грузовики и увезти погибших когда позволит обстановка. Две машины, которые ещё могли двигаться, вывезли часть раненных в село Хамби-Ирзи. Сам Исаев отвёз раненных в село Алхан-Юрт, после чего вернулся к коллегам в Хамби-Ирзи. По свидетельству коллег, самолёты летали на бреющем полёте и обстреливали колонну беженцев из пулемётов. Всего в интервале с 12 до 16 часов авиацией было совершено пять налётов, сожжены десятки машин, примерно 25 человек погибло и 75 было ранено. Причиной большого числа жертв, по мнению Исаева, стало то, что многие присоединились к колонне Красного Креста, заметив символику организации.
Исаев категорически отрицает наличие в колонне не только машин с противозенитным оружием, но и просто вооружённых людей. Поскольку Красный Крест в ходе работы в Чечне постоянно подвергался преследованиям и нападениям со стороны сепаратистов, сотрудники организации соблюдали все меры предосторожности. Возможно, лётчики не целились специально в колонну Красного Креста, но они должны были видеть символику организации, что, однако, ничуть не помешало обстрелам колонны. Показания Исаева были подтверждены другими сотрудниками организации. К делу были приложены документы двух погибших водителей Красного Креста.
27 апреля 2000 года военный прокурор отказал Красному Кресту в возбуждении уголовного дела ввиду отсутствия состава преступления. В ответе говорилось, что колонна не смогла попасть в Ингушетию, потому что её движение не было согласовано с командованием объединённой группировки войск. К обстрелу колонны, как было сказано в ответе, российские войска отношения не имеют, так как 29 октября авиация объединённой группировки не летала в районе Шаами-Юрта.

## Расследование российских властей
Военная прокуратура Северокавказского военного округа 3 мая 2000 года открыла уголовное дело по факту бомбёжки колонны беженцев. Был подтверждён факт бомбёжки, гибель детей первой заявительницы и ранения второй. Были выявлены другие свидетели этой бомбёжки, а также пострадавшие и погибшие в её результате.
Были установлены лётчики, производившие бомбёжку, и офицер воздушного наведения, который давал разрешение на применение оружия. Лётчики, проходившие по делу как свидетели, показали, что они пытались уничтожить два автомобиля КамАЗ с боевиками, которые обстреляли самолёты. В ответ лётчики выпустили 8 ракет С-24 по одной машине и 4 ракеты — по другой. Следствие не обнаружило в действиях лётчиков состава преступления и дело было прекращено 7 сентября 2001 года.
Нина Бурдынюк, муж которой был убит в этой бомбёжке, а сама она ранена, 6 июня 2002 года обжаловала это решение. Дело было отправлено на новое расследование. 14 октября 2004 года состоялись слушания, по результатам которых дело вновь было закрыто за отсутствием состава преступления.

## Решение суда Европейского суда
24 февраля 2005 года ЕСПЧ единогласно признал факт нарушения российской стороной ст. 2 Европейской конвенции по правам человека (право на жизнь) и ст. 13 Европейской конвенции (право на эффективную правовую защиту). Также была нарушена статья 1 Протокола № 1 Конвенции в отношении Базаевой. Россия должна в 3-месячный срок должна была выплатить компенсацию:
- Базаевой:
  - 12 тысяч евро за материальный ущерб;
  - 5 тысяч евро за нематериальный ущерб.
- 25 тысяч евро М. Ч. Исаевой и 15 тысяч З. А. Юсуповой за нематериальный ущерб;
- 10 926 евро в счёт погашения расходов[1].